# Chickrampur, Gangawati
Chickrampur là một làng thuộc tehsil Gangawati, huyện Koppal, bang Karnataka, Ấn Độ.